# Перечень критических технологий Российской Федерации
Перечень критических технологий Российской Федерации — один из основных инструментов государственной политики Российской Федерации в области развития отечественной науки и технологий. Его формирование предусмотрено «Основами политики Российской Федерации в области развития науки и технологий на период до 2010 года и дальнейшую перспективу», утверждёнными Указом Президента Российской Федерации от 30 марта 2002 года № Пр-576.
Перечень критических технологий Российской Федерации утверждается в соответствии с поручением Президента Российской Федерации от 17 апреля 2003 года № Пр-655 о корректировке приоритетных направлений развития науки, технологий и техники в Российской Федерации и перечня критических технологий Российской Федерации решениями Президента по представлению Правительства не реже одного раза в четыре года.
Одновременно утверждаются Приоритетные направления развития науки, технологий и техники в Российской Федерации.

## Перечень критических технологий Российской Федерации (2002)
Перечень критических технологий Российской Федерации, утверждённый Указом Президента РФ от 30 марта 2002 года № Пр-578:
- Авиационная и ракетно-космическая техника с использованием новых технических решений.
- Безопасность атомной энергетики.
- Безопасность движения, управление транспортом, интермодальные перевозки и логистические системы.
- Безопасность и контроль качества сельскохозяйственного сырья и пищевых продуктов.
- Биологические средства защиты растений и животных.
- Быстрое возведение и трансформация жилья.
- Высокопроизводительные вычислительные системы.
- Генодиагностика и генотерапия.
- Добыча и переработка угля.
- Информационная интеграция и системная поддержка жизненного цикла продукции (CALS-, CAD-CAM-, CAE-технологии).
- Информационно-телекоммуникационные системы.
- Искусственный интеллект.
- Каталитические системы и технологии.
- Керамические и стекломатериалы.
- Компьютерное моделирование.
- Лазерные и электронно-ионно-плазменные технологии.
- Материалы для микро- и наноэлектроники.
- Мембранные технологии.
- Металлы и сплавы со специальными свойствами.
- Мехатронные технологии.
- Микросистемная техника.
- Мониторинг окружающей среды.
- Нетрадиционные возобновляемые экологически чистые источники энергии и новые методы её преобразования и аккумулирования.
- Обезвреживание техногенных сред.
- Обращение с радиоактивными отходами и облучённым ядерным топливом.
- Опто-, радио- и акустоэлектроника, оптическая и сверхвысокочастотная связь.
- Оценка, комплексное освоение месторождений и глубокая переработка стратегически важного сырья.
- Переработка и воспроизводство лесных ресурсов.
- Поиск, добыча, переработка и трубопроводный транспорт нефти и газа.
- Полимеры и композиты.
- Прецизионные и нанометрические технологии обработки, сборки, контроля.
- Природоохранные технологии, переработка и утилизация техногенных образований и отходов.
- Прогнозирование биологических и минеральных ресурсов.
- Производство и переработка сельскохозяйственного сырья.
- Производство электроэнергии и тепла на органическом топливе.
- Распознавание образов и анализ изображений.
- Синтез лекарственных средств и пищевых добавок.
- Синтетические сверхтвёрдые материалы.
- Системы жизнеобеспечения и защиты человека.
- Снижение риска и уменьшение последствий природных и техногенных катастроф.
- Сохранение и восстановление нарушенных земель, ландшафтов и биоразнообразия.
- Технологии биоинженерии.
- Технологии высокоточной навигации и управления движением.
- Технологии глубокой переработки отечественного сырья и материалов в лёгкой промышленности.
- Технологии иммунокоррекции.
- Технологии на основе сверхпроводимости.
- Технологические совмещаемые модули для металлургических мини-производств.
- Транспортные и судостроительные технологии освоения пространств и ресурсов Мирового океана.
- Экологически чистый и высокоскоростной наземный транспорт.
- Элементная база микроэлектроники, наноэлектроники и квантовых компьютеров.
- Энергосбережение.
- Базовые и критические военные и специальные технологии.

## Перечень критических технологий Российской Федерации (2006)
Перечень критических технологий Российской Федерации, утверждённый Указом Президента РФ от 21 мая 2006 года № Пр-842:
- Базовые и критические военные, специальные и промышленные технологии.
- Биоинформационные технологии.
- Биокаталитические, биосинтетические и биосенсорные технологии.
- Биомедицинские и ветеринарные технологии жизнеобеспечения и защиты человека и животных.
- Геномные и постгеномные технологии создания лекарственных средств.
- Клеточные технологии.
- Нанотехнологии и наноматериалы.
- Технологии атомной энергетики, ядерного топливного цикла, безопасного обращения с радиоактивными отходами и отработавшим ядерным топливом.
- Технологии биоинженерии.
- Технологии водородной энергетики.
- Технологии механотроники и создания микросистемной техники.
- Технологии мониторинга и прогнозирования состояния атмосферы и гидросферы.
- Технологии новых и возобновляемых источников энергии.
- Технологии обеспечения защиты и жизнедеятельности населения и опасных объектов при угрозах террористических проявлений.
- Технологии обработки, хранения, передачи и защиты информации.
- Технологии оценки ресурсов и прогнозирования состояния литосферы и биосферы.
- Технологии переработки и утилизации техногенных образований и отходов.
- Технологии производства программного обеспечения.
- Технологии производства топлив и энергии из органического сырья.
- Технологии распределённых вычислений и систем.
- Технологии снижения риска и уменьшения последствий природных и техногенных катастроф.
- Технологии создания биосовместимых материалов.
- Технологии создания интеллектуальных систем навигации и управления.
- Технологии создания и обработки композиционных и керамических материалов.
- Технологии создания и обработки кристаллических материалов.
- Технологии создания и обработки полимеров и эластомеров.
- Технологии создания и управления новыми видами транспортных систем.
- Технологии создания мембран и каталитических систем.
- Технологии создания новых поколений ракетно-космической, авиационной и морской техники.
- Технологии создания электронной компонентной базы.
- Технологии создания энергосберегающих систем транспортировки, распределения и потребления тепла и электроэнергии.
- Технологии создания энергоэффективных двигателей и движителей для транспортных систем.
- Технологии экологически безопасного ресурсосберегающего производства и переработки сельскохозяйственного сырья и продуктов питания.
- Технологии экологически безопасной разработки месторождений и добычи полезных ископаемых.

## Перечень критических технологий Российской Федерации (2011)
Перечень критических технологий Российской Федерации, утверждённый Указом Президента РФ от 7 июля 2011 года № 899:
- Базовые и критические военные и промышленные технологии для создания перспективных видов вооружения, военной и специальной техники.
- Базовые технологии силовой электротехники.
- Биокаталитические, биосинтетические и биосенсорные технологии.
- Биомедицинские и ветеринарные технологии.
- Геномные, протеомные и постгеномные технологии.
- Клеточные технологии.
- Компьютерное моделирование наноматериалов, наноустройств и нанотехнологий.
- Нано-, био-, информационные, когнитивные технологии.
- Технологии атомной энергетики, ядерного топливного цикла, безопасного обращения с радиоактивными отходами и отработавшим ядерным топливом.
- Технологии биоинженерии.
- Технологии диагностики наноматериалов и наноустройств.
- Технологии доступа к широкополосным мультимедийным услугам.
- Технологии информационных, управляющих, навигационных систем.
- Технологии наноустройств и микросистемной техники.
- Технологии новых и возобновляемых источников энергии, включая водородную энергетику.
- Технологии получения и обработки конструкционных наноматериалов.
- Технологии получения и обработки функциональных наноматериалов.
- Технологии и программное обеспечение распределенных и высокопроизводительных вычислительных систем.
- Технологии мониторинга и прогнозирования состояния окружающей среды, предотвращения и ликвидации её загрязнения.
- Технологии поиска, разведки, разработки месторождений полезных ископаемых и их добычи.
- Технологии предупреждения и ликвидации чрезвычайных ситуаций природного и техногенного характера.
- Технологии снижения потерь от социально значимых заболеваний.
- Технологии создания высокоскоростных транспортных средств и интеллектуальных систем управления новыми видами транспорта.
- Технологии создания ракетно-космической и транспортной техники нового поколения.
- Технологии создания электронной компонентной базы и энергоэффективных световых устройств.
- Технологии создания энергосберегающих систем транспортировки, распределения и использования энергии.
- Технологии энергоэффективного производства и преобразования энергии на органическом топливе.

## Региональные и отраслевые перечни критических технологий
«Основами политики Российской Федерации в области развития науки и технологий на период до 2010 года и дальнейшую перспективу», помимо Перечня критических технологий Российской Федерации, предусмотрено формирование перечней критических технологий регионального и отраслевого значения.